# Ескендиров, Кайрулла Газизович
Кайрулла Газизович Ескендиоов (каз. Қайролла Ғазизұлы Ескендіров, 25 октября 1940; Зерендинский район, Кокчетавская область, Казахская ССР — 29 апреля 2019; Кокшетау, Казахстан) — советский и казахский партийный работник, ветеран правоохранительных органов, полковник полиции (1996), Почётный гражданин города Кокшетау (2015).

## Биография
Кайрулла Газизович Ескендиоов Родился 25 октября 1940 года в селе Бектесин Зерендинского района Кокчетавской области (ныне Акмолинская область).
В 1970 году окончил высшую школу милиции.
В 1985 году окончил Академию общественных наук при ЦК КПСС по специальности юрист.
Скончался 29 апреля 2019 года.

## Трудовая деятельность
С 1957 по 1962 годы — токарь Кокчетавского приборостроительного завода.
С 1962 по 1965 годы — служба в рядах Советской Армии.
С 1965 по 1966 годы — заведующий организационным отделом Кокчетавского горкома комсомола.
С 1966 по 1970 годы — слушатель Омской высшей школы милиции.
С 1970 по 1973 годы — инспектор уголовного розыска, следователь Кокчетавского РОВД.
С 1973 по 1979 годы — заместитель прокурора г. Кокчетава.
С 1979 по 1981 годы — инструктор отдела организационно—партийной работы Кокчетавского обкома Компартии Казахстана.
С 1981 по 1991 годы — заведующий отделом, управляющий делами Кокчетавского обкома Компартии Казахстана.
С 1991 по 1993 годы — заведующий государственно—правовым отделом аппарата главы Кокчетавской областной администрации.
С 1993 по 1996 годы — начальник штаба Кокшетауского областного управления внутренних дел.
С 1996 по 2002 годы — Депутат Сената Парламента Республики Казахстан І, ІІ созывов от города Кокшетау.

## Награды
- Орден Курмет (Казахстан декабрь 2000 года)
- Медаль «Астана» (1998 года)
- Медаль «10 лет независимости Республики Казахстан» (2001 года)
- Медаль «За трудовую доблесть» (СССР)
- Медаль «В ознаменование 100-летия со дня рождения Владимира Ильича Ленина» (1970)
- Медаль «Ветеран труда»
- Медаль «За освоение целинных земель»
- Почётный гражданин города Кокшетау (2015) и др.[5][6]